# MagSafe

Logo de MagSafe.

MagSafe ou Universal MagSafe est une technologie magnétique d'alimentation électrique développé par Apple, pensé à l’origine pour les cordons d’alimentation des Mac portables de la marque (MacBook, MacBook Pro, MacBook Air). Ce connecteur a été présenté lors de l'annonce des premiers MacBook Pro le 10 janvier 2006.
MagSafe est une technologie brevetée, ce qui empêche la production d'alimentations de ce type par des entreprises tierces. Il n'a plus été utilisé sur des MacBook de 2015 à 2021. Cependant, le 13 octobre 2020, Apple durant sa présentation de l'iPhone 12, a redonné naissance à cette technologie en ajoutant des accessoires s'attachant au dos de ces iPhone, pour créer un nouvel ensemble d’accessoires « qui se fixent en toute sécurité et qui se rechargent sans fil de manière rapide ». 
Aujourd'hui, cette technologie est intégrée au MacBook Air M2, aux MacBook Pro 14 et 16 pouces M1 et M2, aux iPhone 12 et ultérieurs, à l'Apple Watch, et enfin aux AirPods 3 et AirPods Pro. Mais le chargeur MagSafe reste compatible avec la recharge Qi, il est donc également utilisable pour l'iPhone 8 et les modèles ultérieurs avec un chargeur certifié Qi ,.
Au CES 2023 (Consumer Electronic Show), plus grand salon dédié aux nouvelles technologies, le Wireless Power Consortium, à qui l’on doit la norme de la recharge sans-fil avec Qi, a annoncé avoir passé un accord avec Apple pour faire du MagSafe de l’iPhone le futur de la recharge sans-fil. Le Qi2, successeur du Qi, pourra prendre la forme d’un rond aimanté avec la même puissance que le MagSafe. Autrement dit, la technologie propriété d’Apple s’apprête à devenir la norme.

## Principe du connecteur
Ce connecteur est magnétique au lieu d'être clipsé, par sécurité ; si quelqu'un se prend les pieds dans le câble la prise se débranche pour éviter de l'abîmer ou de faire tomber l'ordinateur portable.
Il se compose de 5 broches ceinturées par un bloc magnétique. La broche du centre (identifiée par le numéro 3) est juste une broche d’alignement. Elle doit faire contact avec l’ordinateur si on veut que le courant soit délivré. Ce dernier est acheminé par les 4 autres broches (1,2,4,5). Il n’y a donc pas de sens pour le connecteur. La diode est un témoin de charge (orange pour en charge, vert si chargé) et elle est disposée sur les 2 faces. Le bloc magnétique (en gris sur le schéma) permet le maintien du connecteur en place.
Le point faible de ce connecteur réside dans les ressorts de rappel des contacts. Si un de ces ressorts devient défectueux, la charge du Mac ne se fait plus. Des problèmes sont apparus également avec le cordon (celui-ci se déchirait). Il semble que sur les dernières versions, Apple ait corrigé ces problèmes.
À noter que ce connecteur peut présenter des contraintes lorsqu'il est en contact avec des pièces métalliques. Celles-ci pourraient par hasard permettre de relier les contacts entre eux et provoquer un court-circuit. D'ailleurs, Apple a breveté fin 2008 une technologie MagSafe dotée d'un système électromagnétique qui pourrait éviter les contraintes occasionnées avec le modèle actuel.

## Précautions d'emploi
Le champ magnétique du système peut perturber, de manière réversible, les simulateurs cardiaques y compris les défibrillateurs automatiques implantables.

## Versions du connecteur

### MagSafe

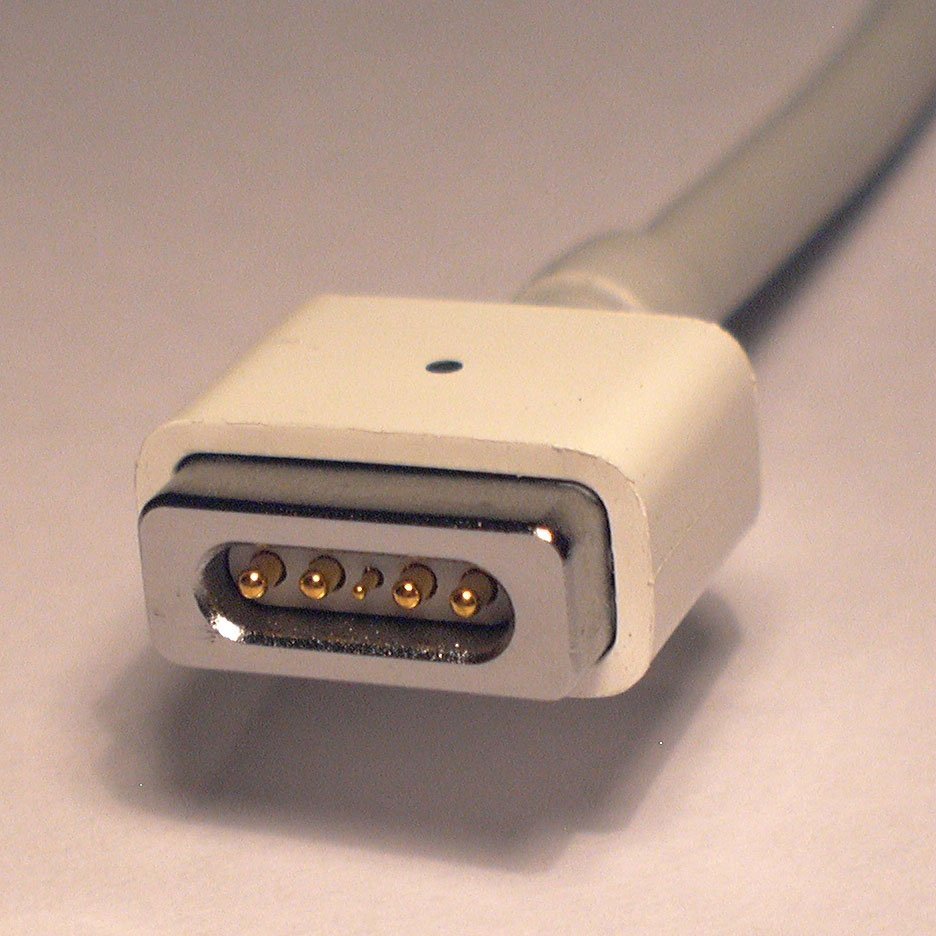
Connecteur original MagSafe en « T ».

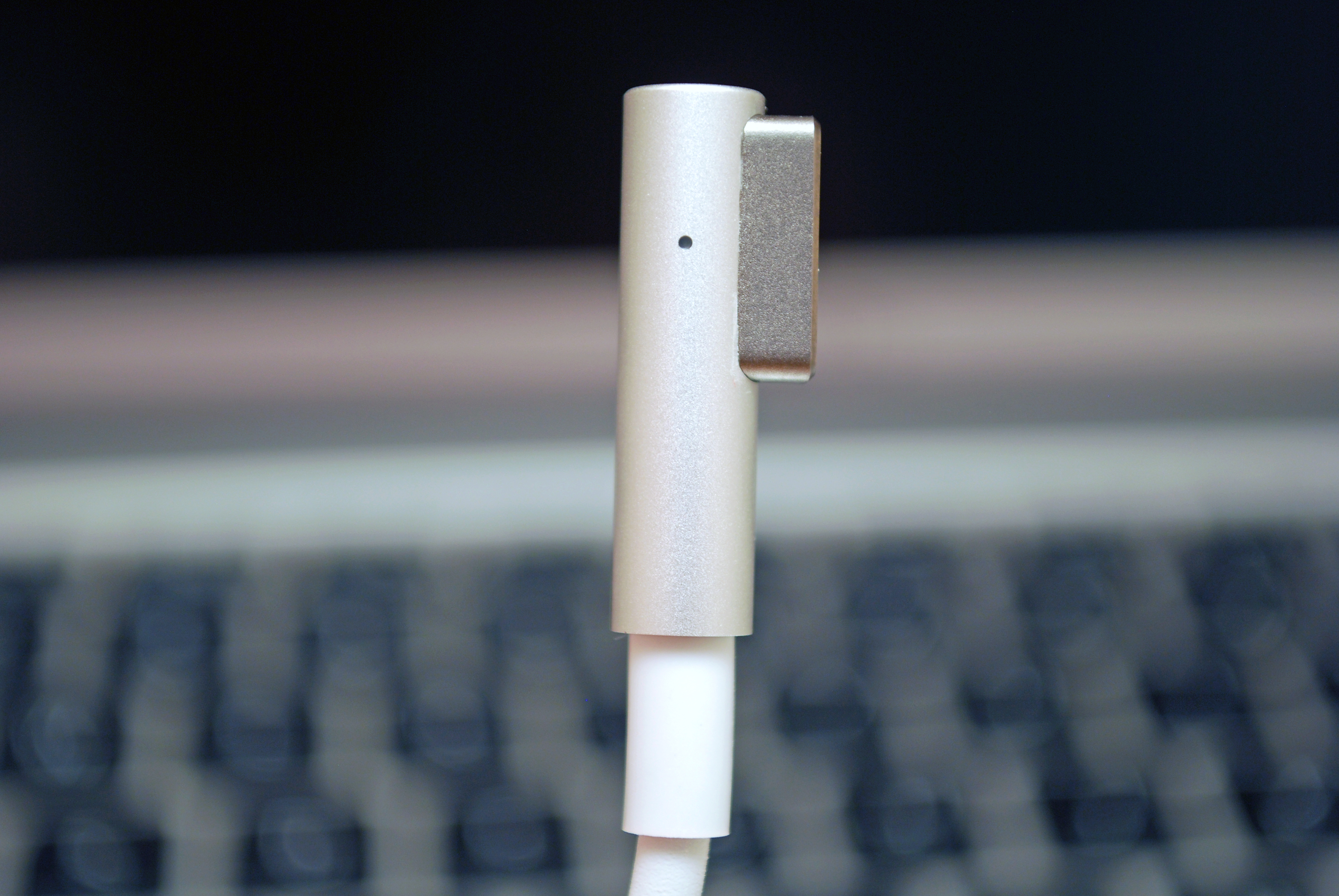
Le connecteur MagSafe en « L » et en aluminium.

Le MagSafe mâle original est en forme de « T » et en plastique. Lors de la sortie du MacBook Air en janvier 2008, la forme particulière de l'ordinateur nécessite un MagSafe mâle en « L », plus fin. Il est toutefois possible d'utiliser un modèle original, qui est parfaitement compatible, mais qui nuit à la stabilité de l'ordinateur en le soulevant de son support.
Au cours de l'année 2009, Apple remplace sur toute la gamme le premier design en « T » par un nouveau design en « L », cette fois-ci en aluminium. Là encore une totale compatibilité est maintenue, ces trois designs différents de la prise mâle pouvant s'utiliser avec l'unique design de prise femelle.

### MagSafe 2
Lors de la présentation des MacBook Pro retina en juin 2012, Apple inaugure un nouveau design de prise femelle : le MagSafe 2, conçu pour accompagner l’amincissement de la gamme d'ordinateurs portables. En effet le MagSafe original est devenu trop gros pour pouvoir loger sur la tranche toujours plus fine des ordinateurs Apple. Le MagSafe 2, qui reprend exactement le principe de la première version, est donc simplement moins haut mais plus long.
Le connecteur mâle compatible revient à la forme de « T » des débuts mais est cette fois en aluminium. C'est pour le moment l'unique connecteur mâle MagSafe 2.
Depuis octobre 2013 seuls deux produits encore commercialisés par Apple continuent à utiliser le MagSafe : le MacBook Pro 13" non retina et le Thunderbolt Display.
Apple propose à la vente un adaptateur MagSafe femelle vers MagSafe 2 mâle pour pouvoir utiliser son ancien équipement avec les nouveaux ordinateurs.

### MagSafe 3
Le 18 octobre 2021, Apple annonce que les MacBook Pro M1 Pro et M1 Max 14" et 16" seront équipés d’un connecteur MagSafe 3. Celui-ci est plus fin que ses prédécesseurs et se connecte au chargeur par un câble amovible, protégé par une gaine tissée et doté à l’autre extrémité d’une fiche USB-C. Il peut délivrer jusqu'à 140 W de puissance sur le MacBook Pro 16". 

## Versions alternatives de la technologie
MagSafe désigne à la fois le connecteur destiné aux ordinateurs portables des gammes MacBook d'Apple mais également une technologie, associant une recharge sans-fil utilisant le standard Qi à des aimants afin d'aligner l'appareil au chargeur pour une recharge optimale de l'appareil.

### Module magnétique de l'Apple Watch

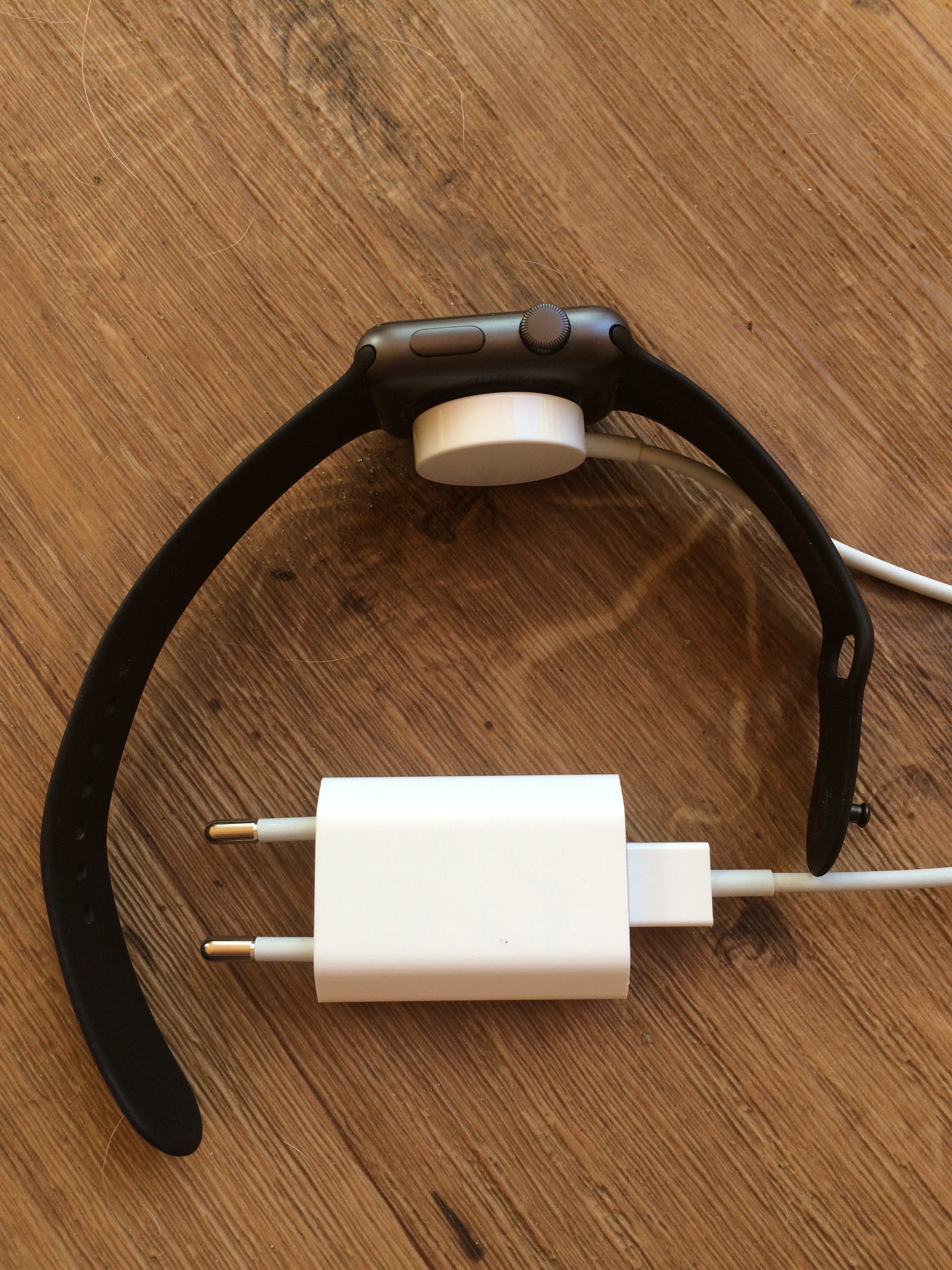
Câble de charge magnétique placé au dos de l'Apple Watch.

Pour recharger l'Apple Watch, Apple a créé en 2014 un module circulaire qui fonctionne par induction. Sur le même principe, la base est aimantée.
Il suffit de placer le câble de charge magnétique au dos de l'Apple Watch pour débuter la recharge.
Cependant, ce connecteur n'a officiellement eu la dénomination MagSafe que pour la première version. Depuis, Apple parle plutôt de câble de recharge magnétique ou inductive.
Le module utilise une version modifiée du standard Qi, la montre n'est donc rechargeable que via les accessoires et chargeurs officiels d'Apple ou ceux certifiés par le Programme MFi.
Depuis l'Apple Watch Series 7, le nouveau câble de charge magnétique permet une recharge rapide.

### Écosystème MagSafe de l'iPhone
Avec l'iPhone 12, Apple a introduit tout un écosystème, utilisant la dénomination MagSafe inutilisée depuis quelques années, composé d'accessoires et de chargeurs s'attachant magnétiquement au dos de l'iPhone. L'iPhone est équipé d'aimants d'alignement, d'un aimant d'orientation, d'un élément NFC (permettant d'interagir avec l'iPhone comme mettre une animation personnalisée) ainsi que de la recharge par induction avec le standard Qi.
Les accessoires MagSafe conçus et vendus par Apple sont :
- Coque (silicone, cuir ou transparente)
- Porte-cartes
- Chargeur MagSafe
- Housse en cuir (depuis novembre 2020[17])
- Chargeur double (pour charger un iPhone équipe de MagSafe ou tout appareil compatible Qi et une Apple Watch) (depuis le 2 décembre 2020[18])
- Batterie externe (depuis juillet 2021[19])

La technologie MagSafe a également été intégrée au Programme MFi permettant à des accessoiristes tiers d'utiliser et bénéficier de toute la technologie MagSafe, notamment l'utilisation de la puce NFC ainsi qu'une puissance de charge jusqu'à 15W au lieu des 7,5W pour les non-adhérent au programme.

### iMac 2021
Comparable à la version pour ordinateur portable, l'iMac 2021 est équipé d'un chargeur magnétique détachable, Apple ne l'a jamais appelé connecteur MagSafe mais connecteur magnétique.

### Boîtier des AirPods
Avec la sortie des AirPods de 3ème génération, Apple a intégré la technologie MagSafe, donc des aimants avec la technologie sans-fil Qi dans le boîtier. Le boîtier est compatible avec les accessoires MagSafe de l'iPhone.
En 2022, le boîtier des AirPods Pro 2ème génération a également été modifié afin d'être équipé de MagSafe.

## Produits équipés de MagSafe

### Chargeurs
Le MagSafe servant à la recharge des Mac, il a donné son nom aux chargeurs Apple qui l'utilisent. Apple livre avec chaque ordinateur un chargeur adapté à la puissance qu'il nécessite.

#### MagSafe et MagSafe 2
- Adaptateur secteur MagSafe 45 W pour le MacBook Air ;
- Adaptateur secteur MagSafe 60 W pour les MacBook et MacBook Pro 13 pouces ;
- Adaptateur secteur MagSafe 85 W pour les MacBook Pro 15 et 17 pouces.

Ces trois chargeurs sont déclinés en versions MagSafe et MagSafe 2. La taille du transformateur (et donc du chargeur) est croissante en fonction de la puissance délivrée mais, pour un connecteur donné, n'importe quel chargeur est compatible avec n'importe quel Mac.
Il est ainsi tout à fait possible de faire fonctionner un MacBook Air réclamant 45 W avec un chargeur 60 ou 85 W, du moment que les deux matériels disposent du même connecteur MagSafe. La situation inverse impose quelques restrictions même si elle reste possible : on peut alimenter un MacBook Pro 15", utilisant au maximum 85 W, avec un chargeur de MacBook Air. Cependant si l'activité de l'ordinateur nécessite plus que les 45 W que le chargeur peut fournir, le portable ira puiser le complément dans sa batterie. Toutefois, pour un usage modéré de l'ordinateur ou une simple charge de la batterie, c'est une solution viable.
Apple a aussi proposé pendant un temps un adaptateur pour les avions, le MagSafe Airline Adapter. Equipé d'une prise en L, il se connecte à une prise de type allume-cigare ou à une prise EmPower. Il fournit une tension de 15 V et ne peut pas être utilisé dans une voiture dont la batterie est limitée à 12 V. Ce modèle d'adaptateur MagSafe permet juste d'alimenter l'ordinateur, mais ne charge pas les batteries.

#### MagSafe 3
- Adaptateur secteur USB-C de 67 W ou 96 W avec câble USB-C vers MagSafe 3 pour le MacBook Pro 14" 2021.
- Adaptateur secteur USB-C de 140 W avec câble USB-C vers MagSafe 3 pour le MacBook Pro 16" 2021.

### Écrans Apple
Depuis octobre 2008, les écrans Apple LED Cinema Display, puis les Thunderbolt Display, permettent la recharge des portables Apple via un connecteur MagSafe.

### Apple Watch
Les caractéristiques de puissance de charge et de batterie ne sont pas encore annoncées.
Autres Produits
Les samsung ' S ' sont équipés de MagSafe depuis la présente du S22 / S22+ / S22 Ultra 